# Communistische Partij van Boechara
De Communistische Partij van Boechara (Perzisch: حزب کمونیست بخارا; Russisch: Бухарская коммунистическая партия, Tadzjieks: Ҳизби коммунистии Бухоро; Oezbeeks: Buxoro Kommunistik Partiyasi) was van 1918 tot 1924 een politieke partij, eerst in het Kanaat van Boechara (1918-1920) en daarna in de Socialistische Volksrepubliek Boechara (1920-1924). Sinds 1922 maakte de partij op organisatorisch vlak deel uit van de Russische Communistische Partij (bolsjewieken) (RCP(b)).
De partij werd in september 1918 opgericht door leden van de Jong Boechara-beweging, die onderdeel uitmaakte van de Jadid, een islamitische hervormingsbeweging die was ontstaan in de negentiende eeuw. Een deel van de Jong Boechara-beweging stond in 1917 aan de wieg van de oprichting van de Jong Boechara Revolutionaire Partij. De communistische partij en de Jong Boechara Revolutinaire Partij werkten nauw samen met de Russische bolsjewieken bij het ten val brengen van monarchie en de stichting van de Volksrepubliek Boechara in 1920. De qua ledental veel grotere Jong Boechara Revolutionaire Partij ging op in de Communistische Partij van Boechara (1921) en deze laatste werd de enige toegestane partij binnen de grenzen van de volksrepubliek. Hoewel de soevereiniteit van de volksrepubliek door de Russische Socialistische Federatieve Sovjetrepubliek in een verdrag in 1921 werd erkend, werd Boechara op 27 oktober 1924 door Sovjet-Rusland geannexeerd. Het grondgebied van de voormalige volksrepubliek werd verdeeld onder de nieuw gestichte Oezbeekse SSR, Tadzjiekse ASSR en Turkmeense SSR. Bijgevolg werd de Communistische Partij van Boechara op 27 oktober 1924 ontbonden. 